# Vrabče
Vrabče – wieś w Słowenii, w gminie Sežana. W 2018 roku liczyła 57 mieszkańców.